# Джанкшен-Сіті (Огайо)
Джанкшен-Сіті (англ. Junction City) — селище (англ. village) в США, в окрузі Перрі штату Огайо. Населення — 721 особа (2020).

## Географія
Джанкшен-Сіті розташований за координатами 39°43′18″ пн. ш. 82°18′1″ зх. д. / 39.72167° пн. ш. 82.30028° зх. д. (39.721625, -82.300146).  За даними Бюро перепису населення США в 2010 році селище мало площу 1,65 км², з яких 1,64 км² — суходіл та 0,01 км² — водойми.

## Демографія
Згідно з переписом 2010 року, у селищі мешкало 819 осіб у 315 домогосподарствах у складі 223 родин. Густота населення становила 496 осіб/км².  Було 337 помешкань (204/км²).
Расовий склад населення:
| - 97,3 % — білих - 0,2 % — чорних або афроамериканців - 0,1 % — корінних американців - 0,1 % — азіатів |

До двох чи більше рас належало 1,8 %. Частка іспаномовних становила 1,0 % від усіх жителів.
За віковим діапазоном населення розподілялося таким чином: 26,6 % — особи молодші 18 років, 62,0 % — особи у віці 18—64 років, 11,4 % — особи у віці 65 років та старші. Медіана віку мешканця становила 35,5 року. На 100 осіб жіночої статі у селищі припадало 101,7 чоловіків;  на 100 жінок у віці від 18 років та старших — 98,3 чоловіків також старших 18 років.
Середній дохід на одне домашнє господарство  становив 43 264 долари США (медіана — 28 625), а середній дохід на одну сім'ю — 43 688 доларів (медіана — 37 321). За межею бідності перебувало 37,3 % осіб, у тому числі 57,1 % дітей у віці до 18 років та 17,4 % осіб у віці 65 років та старших.
Цивільне працевлаштоване населення становило 296 осіб. Основні галузі зайнятості: виробництво — 30,1 %, освіта, охорона здоров'я та соціальна допомога — 21,3 %, роздрібна торгівля — 10,1 %, науковці, спеціалісти, менеджери — 8,4 %.